# Marcel Conche
Pour les articles homonymes, voir Conche.
Marcel Conche, né le 27 mars 1922 à Altillac et mort le 27 février 2022 à Treffort,,, est un philosophe, spécialiste de métaphysique et de philosophie antique.

## Biographie

### Origines et études
Marcel Conche est le fils de Romain Conche, modeste cultivateur corrézien, propriétaire de quatre hectares et employé dans une poudrerie Davey Bickford pendant la Seconde Guerre mondiale à Clermont-Ferrand, et de Marcelle Farges, décédée peu après l'accouchement (Alice Farges, sa tante maternelle, fut la seconde épouse de son père).
Il commence sa scolarité au cours complémentaire de Beaulieu-sur-Dordogne et aurait dû la poursuivre à l'École normale primaire de Tulle, mais les ENP ayant été supprimées par le gouvernement de Pétain, il étudie au lycée Edmond-Perrier de Tulle comme élève-maître (1940-1943).
Il étudie ensuite au Centre de formation professionnelle de Limoges (1943-1944) puis à la faculté des lettres de Paris où Gaston Bachelard est l'un de ses professeurs. Il obtient successivement la licence en philosophie (1946) et le diplôme d'études supérieures de philosophie (1947).

### Carrière
Admis au 13e rang à l'agrégation de philosophie, en 1950, il enseigne aux lycées de Cherbourg (1950-1952), Évreux (1952-1958) et de Versailles (1958-1963), devient assistant, maître-assistant de philosophie à la faculté des lettres de Lille.

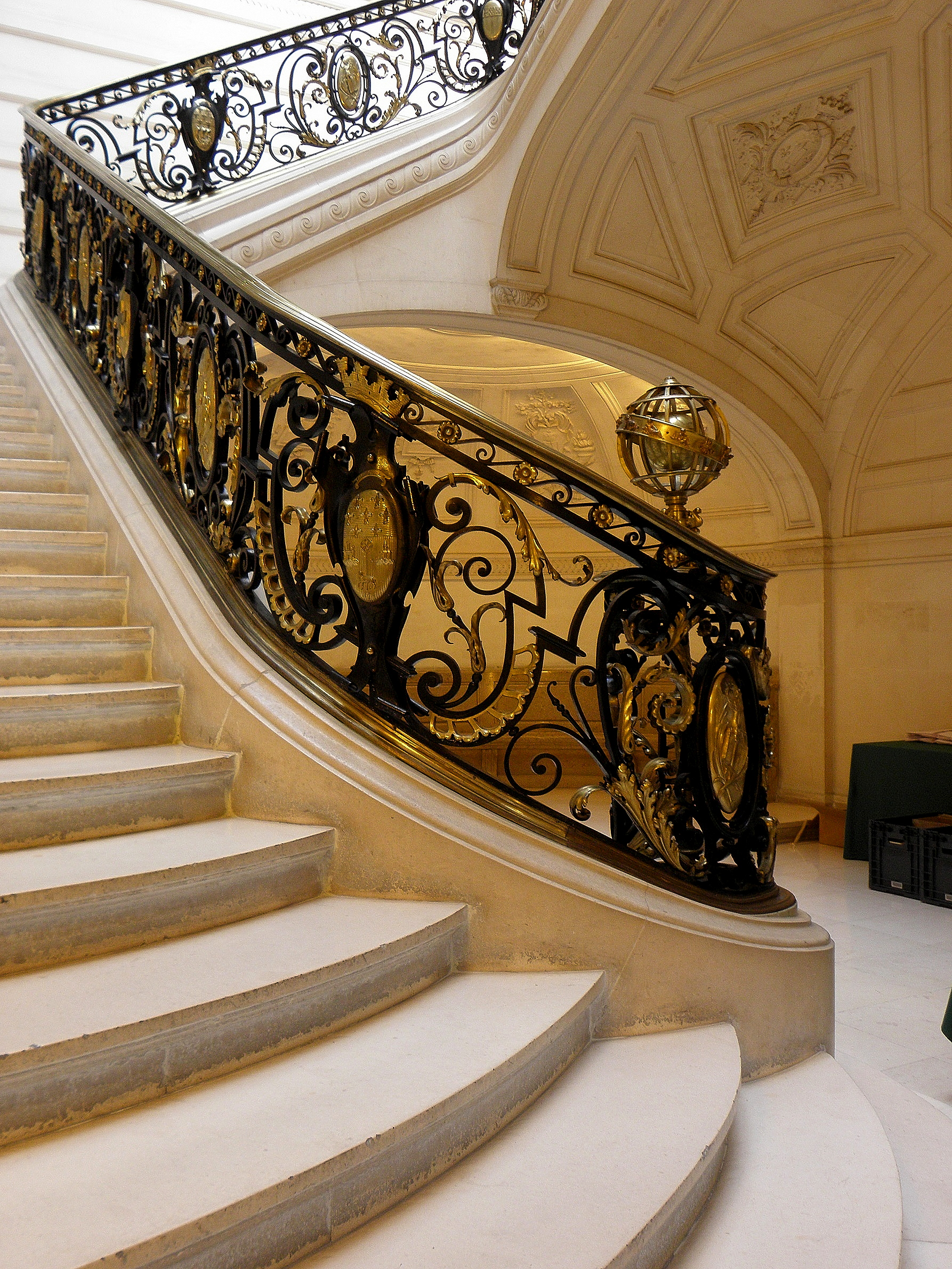
La Sorbonne. Escalier des Lettres.

Docteur ès Lettres, il est maître-assistant (1969-1978) et enfin professeur (1978-1988) à l'université Paris I où il dirige à La Sorbonne l'unité de formation et de recherche (UFR) de philosophie, préalablement unité d'enseignement et de recherche (UER), 17 rue de la Sorbonne (Paris V). Depuis 1988, il y était professeur émérite.

## Œuvre

### Métaphysique
Agrégé de philosophie et docteur ès lettres, Marcel Conche a produit une œuvre à la fois abondante et variée, qui traite de nombreuses questions de métaphysique. Dans ses premiers ouvrages, il a développé une métaphysique générale et vaste, avec des études sur la mort (La Mort et la Pensée, 1975), le temps et le destin (Temps et destin, 1980), Dieu, la religion (Nietzsche et le bouddhisme) et les croyances, la nature, le hasard (L'Aléatoire, 1989), la liberté enfin.

Dès son plus jeune âge, la notion de Dieu perdit toute espèce de consistance aux yeux de Marcel Conche : 

« L'expérience initiale à partir de laquelle s'est formée ma philosophie fut liée à la prise de conscience de la souffrance de l'enfant à Auschwitz ou à Hiroshima comme mal absolu, c'est-à-dire comme ne pouvant être justifié en aucun point de vue. »

Bien qu'élevé dans le christianisme, Conche a très tôt rejeté l'explication théologique du monde. Sa philosophie ne conçoit pas l'existence de Dieu ; en cela, il est philosophe athée. Néanmoins, si la philosophie se coupe par essence de la théologie, elle ne doit pas se constituer en science ni prétendre vouloir le faire.
Conche soutient (en prenant pour base son expérience personnelle) que le questionnement philosophique naît « par l'essor spontané de la raison » : « La philosophie, c'est l'œuvre de la raison humaine et elle ne peut pas rencontrer Dieu. » C'est pourquoi il s'est toujours senti proche de la philosophie grecque qui commence avec Anaximandre, « le premier écrivain philosophe ».

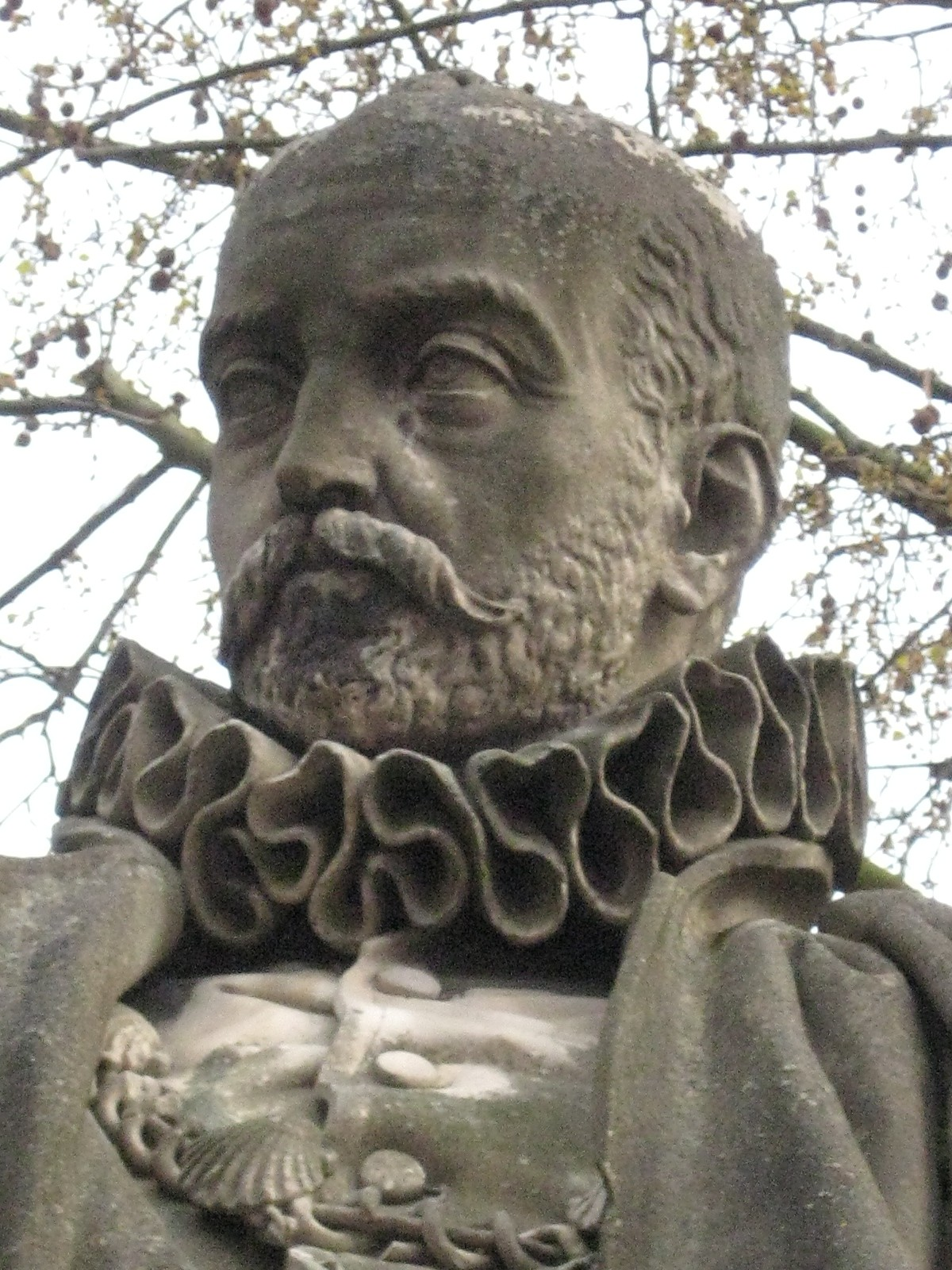
Statue de Michel de Montaigne, esplanade des Quinconces à Bordeaux. Conche s'est beaucoup intéressé à l'œuvre de l'humaniste.

Selon Conche, les grands penseurs modernes (Descartes, Kant, Hegel) ne sont pas des philosophes authentiques car ils ont voulu utiliser « la raison pour retrouver une foi pré-donnée ». Ils n'ont par ailleurs pas compris ce qu'est la philosophie comme métaphysique puisqu’ils ont tenté d'en faire une science, ce qui apparaît à Conche comme une erreur fondamentale : 

« La philosophie comme métaphysique, c'est-à-dire comme tentative de trouver la vérité au sujet du tout de la réalité, ne peut pas être de la même nature qu'une science. Elle est de la nature d'un essai, non d'une possession : il y a plusieurs métaphysiques possibles, parce qu'on ne peut trancher quant à ce qui est la vérité au sujet de la façon de concevoir la totalité du réel. La métaphysique n'est donc pas affaire de démonstration, mais de méditation. »

Le vrai philosophe de l'époque moderne serait Montaigne (Montaigne et la philosophie), car il a réussi, de l'avis de Conche, à écrire son œuvre indépendamment des croyances collectives de son époque (tout à la fin des Essais, Montaigne recommande non son âme, mais la vieillesse, non au dieu chrétien mais à Apollon).

### Philosophie de la nature
Dans son naturalisme, Conche soutient la phusis grecque, la nature au sens le plus englobant du terme : 

« L'absolu pour moi, c'est la nature. La notion de matière me paraît insuffisante. Elle a d'ailleurs été élaborée par les idéalistes et c'est hors de l'idéalisme que je trouve ma voie. Il est très difficile de penser la créativité de la matière. […] La nature est à comprendre non comme enchaînement ou concaténation de causes, mais comme improvisation ; elle est poète. »

Il retrouve sur ce point la pensée des présocratiques, avec lesquels il ne cesse de dialoguer sur le tout de la réalité (en particulier dans Présence de la nature, 2001) : 

« L'homme est une production de la nature et la nature se dépasse elle-même dans l'homme. En donnant des aperçus sur la nature qui se complètent, les présocratiques sont tout à fait différents des philosophes de l'époque moderne qui, eux, construisent des systèmes qui s'annulent. Parménide nous révèle l'être éternel, Héraclite, le devenir éternel, Empédocle, les cycles éternels. Il y a une complémentarité entre eux. De la même façon, les poètes se complètent. La physis grecque ne s'oppose pas à autre chose qu'elle-même, alors qu'au sens moderne la nature s'oppose à l'histoire, à l'esprit, à la culture, à la liberté. La physis est omni-englobante. »

Soucieux du devenir de la planète, il se revendique « en faveur de ce que l'on appelle la décroissance ».

### Être et temps
La pensée de Conche sur ce sujet a évolué au fil de sa vie et de ses lectures de philosophes grecs tels que Pyrrhon, Héraclite et Parménide.
Longtemps, Conche a été sensible au « caractère transitoire de toute chose, au caractère évanouissant des êtres finis », donnant une interprétation neuve du pyrrhonisme : le scepticisme de Pyrrhon consiste à affirmer qu'on ne peut connaître le fond des choses (l'être) ; on ne peut être certain que de la façon dont elles nous apparaissent.
Conche a montré que cette distinction fondamentale entre être et apparence est dépassée chez Pyrrhon car, en définitive, il n'y a plus d'être ; tout apparaît en un éclair puis s'évanouit, intuition que l'on retrouve chez Montaigne : « Car pourquoy prenons-nous titre d'estre, de cet instant qui n'est qu'une eloise [un éclair] dans le cours infini d'une nuict eternelle ? » Cette métaphysique de l'être débouchait sur ce que Conche appelle un « nihilisme ontologique ».
Cette première conception a évolué avec la prise de conscience d'une distinction entre « temps immense et temps rétréci », soit le temps de la nature et le temps dans lequel nous pensons. Le « tout s'écoule » d'Héraclite apparait alors intemporel : « Mais en définitive, il m'est apparu que le « tout s'écoule » est éternel, que le devenir est éternel. Donc la nature est éternelle : c'est ce qu'avait dit Parménide. »

### Histoire de la philosophie
Ses travaux en histoire de la philosophie font autorité, par exemple ses éditions de Lucrèce ou d’Épicure. Il a consacré de nombreux commentaires, traductions, et études sur les auteurs de l’Antiquité, notamment Pyrrhon et surtout les présocratiques, à savoir Héraclite, Anaximandre et Parménide, ainsi que des auteurs asiatiques tels que Lao-Tseu (auteur du Tao Te King). Conche a également effectué des études critiques sur Hegel et Bergson. Il s'est fait le défenseur de Heidegger en refusant de voir en lui un nazi et a publié en 1996, aux Éditions de Mégare, un Heidegger résistant.

### Morale et éthique
Ses réflexions sur la morale s'articulent autour des thèmes suivants : fondement de la morale et distinction essentielle entre la morale et l'éthique. La morale traverse toute son œuvre, depuis Orientation philosophique (1974), et ses réflexions atteignent une densité particulièrement forte dans Le Fondement de la morale (1982).

Conche a résumé sa position sur la morale ainsi : 

« [elle se fondera] sur le simple fait que vous et moi pouvons dialoguer, et nous nous reconnaissons par là même comme également capables de vérité et ayant la même dignité d’êtres raisonnables et libres. Et une telle morale, impliquée dans tout dialogue, différente aussi bien des morales collectives que des éthiques particulières, a bien un caractère universel, puisque le dialogue avec n’importe quel homme est toujours possible, en droit. »

Marcel Conche se revendique également pacifiste (il a dénoncé le conflit engagé en 2003 par les États-Unis en Irak) : 

« Personnellement, je reste pacifiste. Ma position universalisable, mais ne pouvant être universalisée, reste abstraite, contradictoire. Fondamentalement, pour moi, le rôle de l'homme politique consiste à établir la paix, ce que de Gaulle a très bien compris. Vouloir réaliser la démocratie en l'exportant par la guerre, c'est criminel. »

## Titres et distinctions
Marcel Conche était membre correspondant de l'Académie d'Athènes et citoyen d'honneur de la ville grecque de Mégare.
Il est lauréat de l'Académie française avec le prix Langlois pour son édition d'Héraclite en 1987 et pour l'ensemble de son œuvre en 1996 avec le prix Moron. Il a reçu la médaille d'honneur de la Sorbonne en 1980.

## Décorations
- Chevalier de la Légion d'honneur, le 3 avril 2015[12].
- Commandeur de l'ordre des Arts et des Lettres, en 2013[13].

## Publications

### Histoire de la philosophie
- Montaigne ou la conscience heureuse, Seghers, 1964, 1966, 1970 ; Mégare, 1992 ; PUF, 2002, 2007, 2011
- Montaigne et la philosophie, Mégare, 1987, 1992 ; PUF, 1996, 1999, 2003, 2007, 2011
- Préface et supplément « Plans des grands Essais », dans Michel de Montaigne, Essais, PUF, coll. « Quadrige », 2004, supplément p. 1335-1365
- Lucrèce et l’expérience, Seghers, 1967 ; Mégare, 1981, 1990, 1996 ; Fides, coll. « Noésis », 2003 ; PUF, 2011
- Pyrrhon ou l’apparence, Mégare, 1973 ; 2e éd. remaniée et augmentée, PUF, 1994
- Épicure (texte, traduction, introduction et notes Marcel Conche), Lettres et maximes, Mégare, 1977 ; PUF, 1987,1990, 1992, 1995, 1999, 2003, 2009
- Octave Hamelin (publication et notes Marcel Conche), Sur le De Fato, Mégare, 1978
- Héraclite (texte, traduction et commentaires Marcel Conche), Fragments, PUF, 1986, 1987, 1991, 1998, 2003, 2011 - Prix Langlois de l’Académie française en 1987
- Anaximandre (traduction, introduction et commentaires Marcel Conche), Fragments et témoignages, PUF, 1991, 2004, 2009
- Parménide (texte, traduction, présentation et commentaires Marcel Conche), Le poème : fragments, PUF, 1996, 1999, 2004, 2009.
- Heidegger résistant, Mégare, 1996.
- Héraclite, Fragments recomposés présentés dans un ordre rationnel, PUF, 2015.

### Pensée orientale
- « Nietzsche et le bouddhisme », Cahiers du Collège international de philosophie, no 4, novembre 1987 ; Nietzsche et le bouddhisme, encre marine, La Versanne, 1997[14], 2007, 2009. Traduit en italien
- Lao Tseu (traduction et commentaires Marcel Conche), Tao te king, PUF, 2003, 2004, 2005, 2006, 2008, 2011. Commentaire traduit en chinois

### Métaphysique
- Marcel Conche, "Athéisme et matérialisme", Raison présente, Année 1970, 16, pp. 19-31.
- Marcel Conche, "Athéisme et matérialisme (II)", Raison présente, Année 1971, 18, pp. 67-80.
- Orientation philosophique, Mégare, 1974 ; 2e éd. remaniée et augmentée (préf. André Comte-Sponville), PUF, 1990, 1996 ; 3e éd. revue et augmentée, Les Belles Lettres, coll. « Encre Marine », 2011. Traduit en russe et en portugais
- La Mort et la Pensée, Mégare, 1974, 1975 ; Cécile Defaut, 2007
- Temps et destin, Mégare, 1980 ; 2e éd. augmentée, PUF, 1992, 1999
- L’Aléatoire, Mégare, 1989, 1990 ; 2e éd., PUF, 1999 ; 3e éd. augmentée, Les Belles Lettres, coll. « Encre Marine », 2012
- Le Sens de la philosophie, encre marine, La Versanne, 1999 ; éd. revue et augmentée, 2003
- Présence de la nature, PUF, 2001 ; éd. augmentée, PUF, coll. « Quadrige », 2011
- Quelle philosophie pour demain ?, PUF, 2003
- Philosopher à l’infini, PUF, 2005, 2006. Traduit en polonais et en anglais (à paraître, 2014, State University of New York Press).
- La Liberté, Les Belles Lettres, coll. « Encre Marine », 2011
- Métaphysique, PUF, 2012

### Éthique et philosophie morale
- Le Fondement de la morale, Mégare, 1982, 1990 ; PUF, 1993, 1999, 2003. Traduit en portugais
- Vivre et philosopher : réponses aux questions de Lucile Laveggi, PUF, 1992, 1993, 1998 ; Livre de Poche, 2011
- Analyse de l’amour et autres sujets, PUF, 1997, 1998, 1999 ; Livre de Poche, 2011. Traduit en portugais
- « Entretien avec Sébastien Charles », dans Sébastien Charles, La Philosophie française en questions : entretiens avec André Comte-Sponville, Marcel Conche, Luc Ferry, Gilles Lipovetsky, Michel Onfray, Clément Rosset, Livre de poche, 1999
- Confession d’un philosophe : réponses à André Comte‑Sponville, Albin Michel, 2003 ; Livre de Poche, 2003. Traduit en espagnol
- La Voie certaine vers « Dieu » ou L’esprit de la religion, Les Cahiers de l’Égaré, 2008
- Sur Épicure, Les Belles Lettres, coll. « Encre Marine », 2014
- Sous le signe de la Nature : généalogie d’une pensée, entretien avec Frédéric Amauger, suivi de "Etudes et témoignages", sous la direction de Yannick Beaubatie, Tulle, Editions Mille Sources, 2015
- Penser encore : sur Spinoza et autres sujets, Les Belles Lettres, coll. « Encre Marine », 2016
- Nouvelles pensées de métaphysique et de morale, Les Belles Lettres, coll. « Encre Marine », 2017

### Œuvre littéraire
- Ma vie antérieure, encre marine, 1997, et Le destin de solitude, encre marine, 1999 ; Ma vie antérieure & Le destin de solitude, encre marine, La Versanne, 2003
- Essais sur Homère, PUF, 1999 ; PUF, coll. « Quadrige », 2003, 2014
- De l’amour : pensées trouvées dans un vieux cahier de dessin, Les Cahiers de l’Égaré, 2003 ; Cécile Defaut, 2008
- Heidegger par gros temps, Les Cahiers de l’Égaré, 2004
- Avec des « si ». Journal étrange I, PUF, 2006
- Oisivetés. Journal étrange II, PUF, 2007
- Noms. Journal étrange III, PUF, 2008
- Diversités. Journal étrange IV, Les Belles Lettres, coll. « Encre Marine », 2009
- Corsica. Journal étrange V, PUF, 2010
- Le Silence d’Émilie, Les Cahiers de l’Égaré, 2010
- « Entretien avec Gilbert Moreau », dans Les moments littéraires, no 26, 2011. Portrait par Syliane Malinowski‑Charles
- Ma vie (1922-1947) : un amour sous l’Occupation, HDiffusion, 2012
- Épicure en Corrèze, Éditions Stock, 2014
- Parcours, Journal d’une vie Intellectuelle, Éditions HDiffusion, 2017

Et nombreux articles dans des journaux philosophiques comme Raison Présente, Enseignement Philosophique, Revue philosophique, Le Nouvel Observateur hors série, Magazine littéraire, etc.

### Filmographie
- Film- Vivre, Aimer selon le philosophe Marcel Conche, réalisé par Marie Cristiani - France TV-GBProd- 2012
- Marcel Conche lit Bonjour folie en vidéo
- (fr) « Entretien vidéo avec Marcel Conche : une sagesse pour ce monde », sur e-ostadelahi.fr, 14 juin 2010
- (fr) Philosophia 2012 avec Marcel Conche sur la question de la Nature
- Site du film "Marcel Conche, la nature d'un philosophe" de Christian Girier, « Marcel Conche, la nature d'un philosophe », sur le site de Arsenal Productions, réalisé par Christian Girier, « Christian Girier », Arsenal Productions/Cinaps TV 2014 - Sortie en salle 30 septembre 2015